# Bicheno
Bicheno – miasto w Australii, we wschodniej części Tasmanii, nad Oceanem Spokojnym.